# Новороссийский телеграф
«Новороссийский Телеграф» — первая частная газета в Одессе, выходившая с 1869 по 1900 (по другим данным — по 1903) год с перерывом издания с 31 января 1873 года по 31 декабря 1874 года. Количество ежегодных выпусков составляло: с момента основания — 150, с 1870 года — 285, с 1880 года — 350.

## Основные сведения

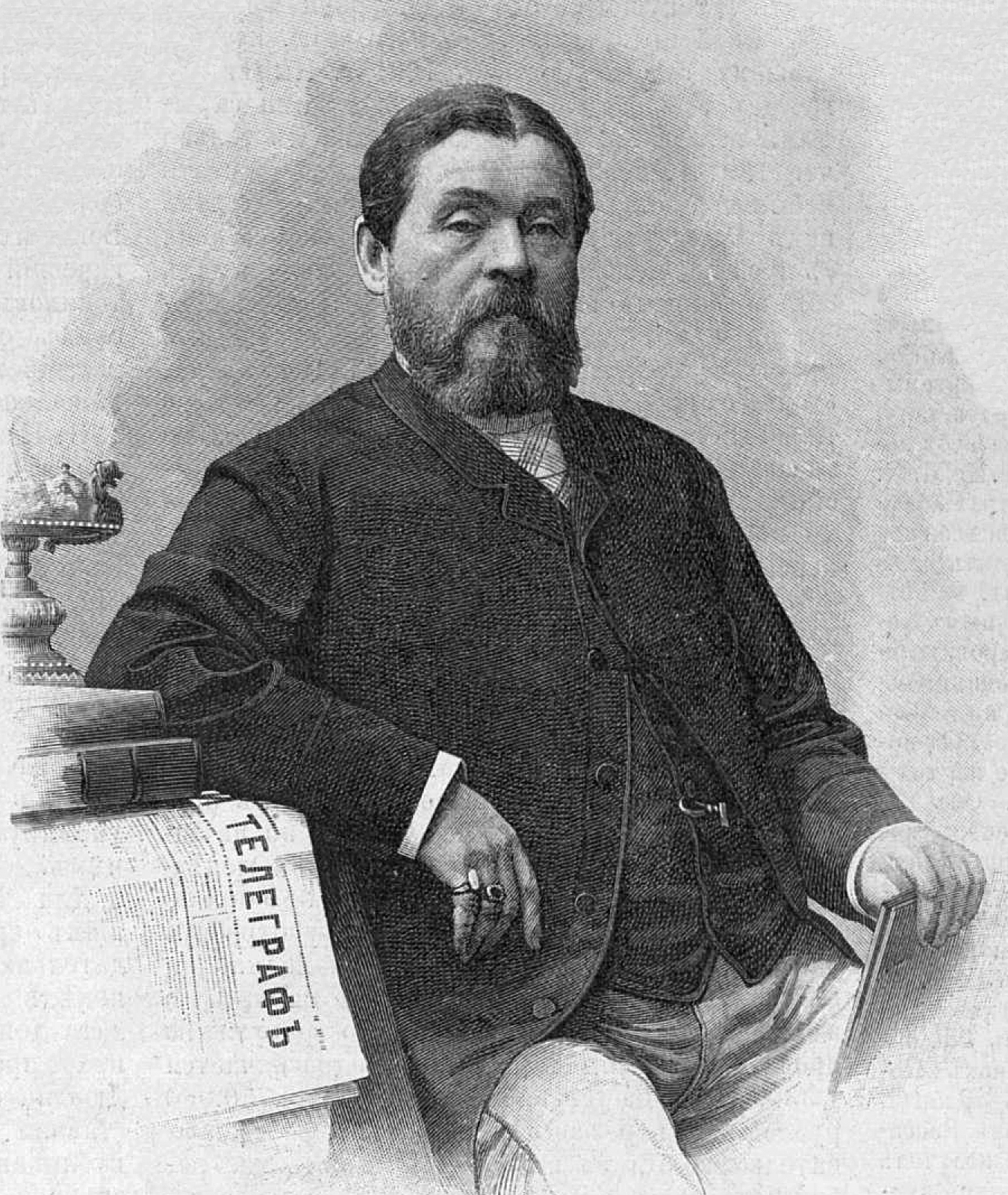
М. П. Озмидов

В 1874 году владелец газеты К. В. Картамышев продал газету М. П. Озмидову. К этому времени газета не имела ни подписчиков, ни сотрудников, перерыв в её издании составлял около двух лет. М. П. Озмидов стал редактором-издателем газеты и возобновил её выпуск с января 1875 года. В первые же годы после возобновления издания число подписчиков газеты достигло 5 тысяч. Благодаря привлечению ряда талантливых публицистов, в газете постоянно публиковались интересные статьи по географии, этнографии, статистике, истории и экономике. Газета имела корреспондентов за границей. Редакция газеты имела свои отделения в Санкт-Петербурге, Москве и Киеве, в этих городах принималась подписка на газету.
Содержание газеты соответствовало националистическому значению лозунга «Россия для русских» и имело антисемитскую направленность. Во взглядах на русскую государственную жизнь газета примыкала к «Московским Ведомостям».
С 1897 года, после смерти М. П. Озмидова, издание газеты продолжила его вдова — Зинаида Константиновна (1843—1899), дочь известного юриста К. А. Неволина.

## Авторы и сотрудники редакции
- Ашкинази, Михаил Осипович
- Барский, Самуил Андреевич
- Быков, Пётр Васильевич
- Золотов, Василий Андреевич
- Карастелев, Корнелий Иванович
- Кауфман, Абрам Евгеньевич
- Накко, Ольга Егоровна
- Озмидова, Зинаида Константиновна
- Сантагано-Горчакова, Александра Александровна
- Сокальский, Пётр Петрович
- Флисфедер, Давид Ильич